# Ганус, Феодосий Григорьевич
Феодо́сий Григо́рьевич Га́нус (1912 — 21 января 1943) — советский танкист, участник Великой Отечественной войны, Герой Российской Федерации (1996).
В годы Великой Отечественной войны — заряжающий орудия тяжёлого танка КВ 344-го танкового батальона (91-я отдельная танковая бригада, Донской фронт), сержант. В составе экипажа отличился 21 января 1943 года на завершающем этапе Сталинградской битвы в ходе боёв за немецкий аэродром «Питомник» у хутора Новая Надежда (Сталинградская область). Когда у танкистов кончился боезапас, немцы облили подбитый танк бензином и подожгли. Весь экипаж погиб. Для Ф. Г. Гануса это был его первый и последний бой в составе этого танкового экипажа.
После освобождения хутора весь экипаж был похоронен рядом с местом гибели, а его члены были представлены к званию Героя Советского Союза. Однако Феодосий Ганус был вычеркнут из списка награждённых. В описании подвига танкистов в литературе не всегда можно встретить даже упоминания о наличии пятого члена экипажа. Не было его имени и на обелиске, установленном на месте подвига уже после войны. Хотя похоронены были все вместе — пятеро. Предположительно, свою роль сыграла национальность — немец. Благодаря усилиям энтузиастов из Липецка, Волгограда, журналистов газеты «Труд», помощи многих работников Центрального архива Министерства обороны Российской Федерации в 1996 году сержанту Феодосию Григорьевичу Ганусу было посмертно присвоено звание Героя Российской Федерации.

## Биография
Родился в 1912 году в селе Сенокосное Акмолинской области Российской империи (ныне Осакаровский район Карагандинской области Республики Казахстан). Немец. Его родители, немцы по национальности, жили в Российской империи уже на протяжении нескольких поколений, приехав в казахские степи в качестве землемеров. Сам же Феодосий позднее говорил о себе: «Ну какой я немец, я по рождению — азиат, степняк!».
По окончании школы Феодосий Ганус по комсомольской путёвке уехал на строительство Сталинского металлургического комбината (ныне Новокузнецкий металлургический комбинат). Там он встретил Клавдию Козлову, направленную на стройку липецким комсомолом. Они поженились и после рождения первенца, в 1933 году, переехали к родителям Клавдии в Липецк. Принимал участие в строительстве, а затем работал на Новолипецком металлургическом заводе слесарем в отделе капитального строительства Новолипецкого металлургического комбината.
В 1936 году был призван в РККА. Службу проходил в авиационной части в городе Улан-Удэ. В 1938 году демобилизовался и вернулся на НЛМЗ, работал бригадиром слесарей в механическом цехе.

### Начало Великой Отечественной войны
С началом Великой Отечественной войны в сентябре 1941 года вновь призван в армию. Прошёл краткосрочные курсы танкистов и прибыл на фронт. В экипаж танка КВ лейтенанта А. Ф. Наумова прибыл в январе 1943 года. В состав экипажа также входили командир орудия младший сержант П. М. Норицын, механик-водитель старшина П. М. Смирнов и радист младший сержант Н. А. Вялых.

### Бой у Новой Надежды
В январе 1943 года на завершающем этапе Сталинградской битвы снабжение окружённых немецких войск в Сталинграде осуществлялось через последний оставшийся аэродром «Питомник». Для перекрытия этого канала снабжения генерал-лейтенант К. К. Рокоссовский ввёл в бой 91-ю отдельную танковую бригаду полковника И. И. Якубовского. При подготовке атаки на «Питомник» танкистам 344-го танкового батальона было приказано овладеть высотой Безымянная и хутором Новая Надежда (Сталинградская область), лежавшими на подступах к немецкому аэродрому. 21 января 1943 года за пять часов беспрерывного боя экипажем тяжёлого танка КВ лейтенанта А. Ф. Наумова было уничтожено 5 вражеских танков, 24 автомашины с пехотой, 19 пушек и минометов, 15 пулеметных точек противника, 5 дзотов, истреблено до сотни солдат и офицеров.
По одной версии, танкисты оторвались от пехоты, и их танк был подбит на окраине хутора Новая Надежда. Потеряв манёвренность, экипаж продолжал вести огонь. По воспоминаниям маршала И. И. Якубовского, высота Безымянная и хутор Новая Надежда уже были очищены от противника, и танкистам бригады была поставлена задача отразить очередную немецкую контратаку на этом участке. Во время контратаки КВ-1 лейтенанта А. Ф. Наумова, находясь в засаде, получил серьёзные повреждения. У экипажа была возможность эвакуироваться в тыл для ремонта материальной части, однако танкисты не покинули поле боя, решив помочь другим танковым экипажам соединения.
Когда боезапасы иссякли, немцы предложили экипажу сдаться в плен, но никто из экипажа не покинул танк. Тогда немцы облили танк бензином и подожгли. По рации командование бригады слышало, как танкисты, погибая, пели «Интернационал».
На помощь экипажу А. Ф. Наумова устремились другие подразделения бригады. Вскоре немцы были отброшены на этом участке. Но было поздно: все 5 членов экипажа сгорели заживо. Для Ф. Г. Гануса это была его первая и последняя совместная атака в составе этого танкового экипажа.
Из показаний пленного немецкого обер-лейтенанта из артиллерийского дивизиона:

Когда ваш «KB» был отсечен от остальных русских машин и подбит, наш дивизион получил приказ его уничтожить. Однако сделать это не удалось. Танкисты уничтожили четыре наших орудия, 17 артиллеристов и капитана. Командир полка посылал три группы добровольцев с гранатами, динамитом и горючей смесью. Все группы были расстреляны пулеметами русского танка. Его огонь достигал центра населенного пункта, косил солдат и офицеров. Сколько убито, я не могу сказать. Тогда командование поручило полку тяжелой артиллерии расправиться с русскими. Мы видели прямые попадания в машину. На какое-то время танкисты замолчали. Взводу гренадер приказали взять документы убитых. Однако танк вдруг ожил и опять открыл огонь. Вновь потери. Потом у русских, наверное, вышли все боеприпасы. Гренадеры подошли к машине, вместе с ними и я. Танкистам предложили сдаться в плен. Они ответили: «Мы русские и фашистам в плен не сдадимся». Переводчик несколько раз повторил наше предложение. И столько же раз получил отказ. Тогда солдаты подкатили к «KB» две бочки бензина, облили им танк и подожгли…

По воспоминаниям маршала И. И. Якубовского:

Не было границ ярости воинов, увидевших обгоревшие, бездыханные тела друзей. Советские воины погибли в бою, но не сдались врагу, повторив на суше известный подвиг русских матросов крейсера «Варяг»…
…Тогда, зимой сорок третьего, на этом клочке сталинградской земли, изрытой снарядами и ещё не остывшей от недавнего боя, состоялся траурный митинг. Он был коротким: впереди ожидали новые бои. Однополчане, выстроившись у сгоревшего танка, с воинскими почестями проводили в последний путь своих боевых товарищей.
Героическая гибель экипажа Алексея Наумова всколыхнула весь личный состав бригады, и он отомстил мощным ударом по врагу. 22 января бригада выбила противника из хутора; Новая Надежда и, развивая наступление на Каменный Буерак, Гумрак, Городище, Разгуляевку, к исходу 28 января во взаимодействии с 233-й стрелковой дивизией овладела посёлком Красный Октябрь, вышла на северо-западную окраину Сталинграда.

## Признание и память
Весь экипаж был представлен командующим Донским фронтом генералом армии К. К. Рокоссовским к званию Героя Советского Союза. Однако высокое звание получили только четверо: командир танка лейтенант Алексей Наумов, механик-водитель старшина Павел Смирнов, командир орудия младший сержант Пётр Норицын и радист младший сержант Николай Вялых, а заряжающий орудия сержант Феодосий Ганус был вычеркнут из списка награждённых. 18 декабря 1943 года и 7 января 1944 года командование бронетанковых войск сделало повторные запросы по поводу представления Ф. Г. Гануса к званию Героя, но безуспешно. В описании подвига танкистов в литературе не всегда можно встретить даже упоминания о наличии пятого члена экипажа. Не было его имени и на обелиске, установленном на месте подвига уже после войны. Хотя похоронены были все вместе — пятеро.
Предположительно, свою роль сыграла национальность — немец. Ведь приказом Народного комиссара обороны от 8 сентября 1941 года предписывалось «Изъять из частей…военнослужащих… немецкой национальности…».
После освобождения хутора весь экипаж похоронили рядом с местом гибели. В 1968 году над могилой танкистов был установлен каменный монумент в исполнении скульптора А. В. Голованова. Жена Клавдия Александровна Козлова работала санитаркой в областной больнице Липецка и за погибшего мужа не получала солдатского пособия.
Благодаря усилиям энтузиастов из Липецка, Волгограда, журналистов газеты «Труд», помощи многих работников Центрального архива Министерства обороны Российской Федерации в 1995 году истина наконец восторжествовала. На обелиске полноправно появилось имя пятого члена экипажа КВ — Феодосия Григорьевича Гануса.
Указом Президента Российской Федерации от 19 июня 1996 года № 948 «за мужество и героизм, проявленные в борьбе с немецко-фашистскими захватчиками в Великой Отечественной войне 1941—1945 годов» сержанту Ганусу Феодосию Григорьевичу посмертно присвоено звание Героя Российской Федерации.
По инициативе ветеранов Новолипецкого металлургического комбината, на котором до войны работал Ф. Г. Ганус, была изготовлена точная копия медали, которая вместе с наградной книжкой была передана в музей «Сталинградская битва», где она экспонируется в зале № 6 на стенде, посвящённом подвигу героев-танкистов.
В Волгограде на Мамаевом кургане установлена мемориальная доска из чёрного мрамора, на которой высечено его имя.
В Липецке у проходной Новолипецкого металлургического комбината Ф. Г. Ганусу установлен памятник. Его именем названа средняя общеобразовательная школа № 72 г. Липецка.

Монумент над могилой пяти героев-танкистов около села Новая Надежда (скульптор А. В. Голованов, 48°50′52″ с. ш. 44°17′09″ в. д.HGЯO)
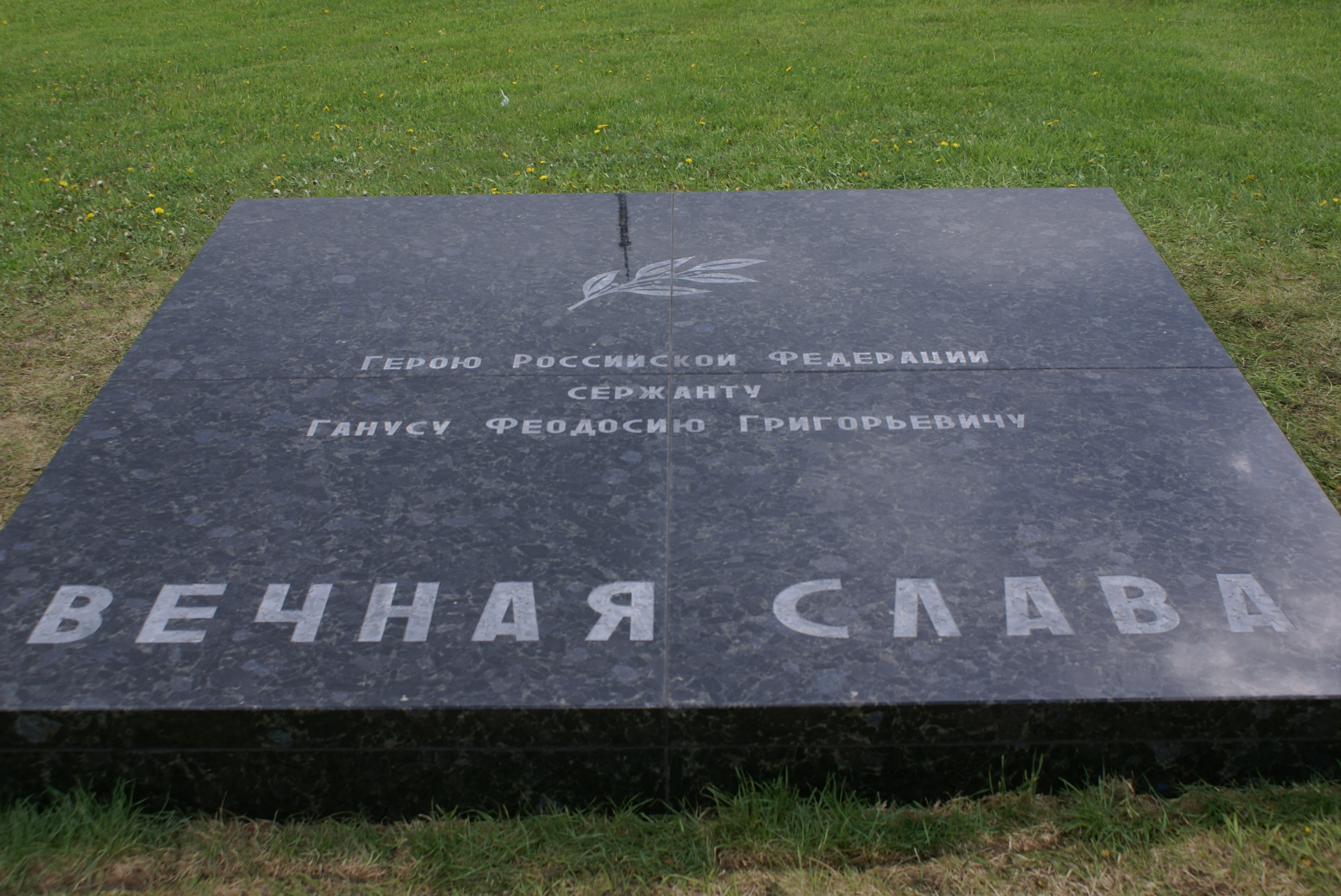
Мемориальная плита установленная на Большой братской могиле мемориального комплекса Мамаев курган

## Награды и звания
- Герой Российской Федерации (19 июня 1996, посмертно)[1]

## Семья
К 1941 году в семье Ганусов уже было четверо детей, но с началом Великой Отечественной войны и уходом главы семьи Феодосия на фронт, жена Клавдия осталась одна с малолетними детьми, семья вела нищенское существование. Умерли от недоедания дочь Людмила и сын Станислав, средний сын Владимир ослеп. Долгое время он находился в Елецком интернате для незрячих, умер в 1990-х годах. И только младший, Олег преодолел тяжёлое военное детство. Получив профессию электромонтажника, всю жизнь проработал в «Липецкэнерго». Сын Олега Игорь отслужил в армии, женился. Работает на Новолипецком металлургическом комбинате, который до войны строил его дед Феодосий.